# Lajos Koltai
Lajos Koltai, ASC (SNC), HSC(SHC) (nacido el 2 de abril de 1946 en Budapest, Hungría) es un cineasta húngaro, conocido por su trabajo con el legendario director húngaro István Szabó, y el cineasta italiano Giuseppe Tornatore.

## Primeros años y carrera
Nació a principios de la Guerra Fría, se interesó por el cine a muy temprana edad, aunque en Hungría entonces las películas tenían contenido subversivo, eran fuertemente Censuradas. Realizó su primer cortometraje con una cámara Super 8 a la edad de 14 años y comenzó a bosquejar guiones cortos y filmarlos con amigos y familiares. Un año ganó el primer y segundo premio en un festival cinematográfico local aficionado, y por casualidad otro cineasta joven, Istvan Szabo, era el jefe del jurado. Koltai se graduó de la Escuela de Drama y Cine de Budapest, una escuela conocida por ser cuna de leyendas como Vilmos Zsigmond, y László Kovács. 
Nominado al premio Óscar en 2000 por "Malèna" y Premiado con un David di Donatello y el Premio de Cine Europeo por “La leyenda del pianista en el océano”, Ambas en colaboración con Giuseppe Tormatore.
Con Luis Mandoki rodó “Gaby: una historia verdadera", "Pasión sin barreras", "Nacida ayer” y “Cuando un hombre ama a una mujer “
Otras películas de Lajos Koltai son "Megáll az idö" (El tiempo se detiene), de Péter Gothár; "Vaya par de amigos", de Randa Haines; "A casa por vacaciones", de Jodie Foster; "Las manías de mamá", de Albert Brooks; "Por rumbas y a lo loco", de Martha Coolidge, y "Max", de Menno Meyjes.

## Colaboración con Istvan Szabo
Koltai fue Director de Fotografía y trabajó junto a Szabo durante 25 años. Aún temprano en su carrera ganó el reconocimiento internacional durante sus colaboraciones con Szabo, por su película "Mephisto", que ganó el Óscar por Mejor Película en Idioma extranjero 1981, y el clásico político de culto "Angi Vera” de Pal Gabor. En este punto la comunidad del cine internacional comenzaba a hacer caso de las películas de Europa Oriental. Mientras Hollywood una década antes estaba en el pico de la creatividad, después de varias décadas de realizar películas que no enfrentaron las mismas restricciones que en esta parte del mundo, el espíritu artístico húngaro comenzará a encontrar su lugar en el mundo, y muchos directores húngaros enfrentaban verdades sobre la historia de filiación Nazi de su país. Surgió una saga de obras maestras, artísticas y políticas, de orientación adolescente “ Time Stands Still ” 1982, una película que muchos consideraban bien para estos tiempos, “coronel Reld”, 1985 Ganadora del Festival de Cannes, que le dio otra nominación al Oscar, y “Hanussen”, otro drama político basado en una aproximación del ascenso de Hitler.

## Filmografía
- Adoption Hungría(1975)

- Adopción (1975)

- Confidence (1979)

- Confidence (1979)

- Confianza (1979)

- Mephisto (Hungría1981)

- Gaby - Una historia verdadera (EE. UU. 1987)

- Hanussen, el adivino (Hungría 1988)

- Homer y Eddie (EE. UU. 1989)
- Siete minutos para morir (1989)

- Pasión sin barreras (EE. UU. 1991)

- Cita con Venus (Reino Unido 1991)

- Vaya par de amigos (EE. UU. 1993)

- Nacida Ayer (EE. UU. 1993)

- Cuando un hombre ama a una mujer (EE. UU. 1994)

- Causa justa (EE. UU. 1995)

- Emperor's club (EE. UU. 2002)

- Conociendo a Julia (EE. UU. 2004)

- Sin destino (Hungría 2005)

- Evening (2007)

## Premios y nominaciones
Premios Óscar
| Año  | Categoría        | Película | Resultado |
| ---- | ---------------- | -------- | --------- |
| 2001 | Mejor fotografía | Malèna   | Nominado  |